# Hazel Bishop
Hazel Gladys Bishop (Hoboken, Nueva Jersey, 17 de agosto de 1906 - Rye, Nueva York, 5 de diciembre de 1998) fue una química estadounidense y fundadora de la compañía de cosméticos Hazel Bishop, Inc. Fue la inventora del primer lápiz labial de larga duración. 

## Primeros años
Bishop nació en Hoboken, Nueva Jersey, Estados Unidos, hija de Henry y Mabel Bishop. Asistió a Barnard College en Nueva York, donde originalmente se matriculó en premedicina con la intención de convertirse en una médica. Se graduó de Barnard en 1929 con una licenciatura en química, con planes de asistir a Columbia para sus estudios médicos de posgrado. Tenía la intención de comenzar las clases de educación superior en el segundo semestre de 1929, pero la caída de la bolsa de valores que se produjo en octubre de ese mismo año conllevó al fin de su carrera académica.

## Trayectoria
De 1935 a 1942, Bishop trabajó como asistente de investigación de A. B. Cannon en un laboratorio dermatológico en el Colegio de Médicos y Cirujanos de la Universidad de Columbia. En 1942, trabajó como química orgánica para Standard Oil Development Company diseñando combustibles para aviones durante la Segunda Guerra Mundial. Durante su tiempo allí descubrió la causa de los depósitos que afectaban a los sobrealimentadores de los motores de los aviones. En 1945, se incorporó a la Socony Vacuum Oil Company, donde trabajó hasta 1950.

### Invención del lápiz labial
Inspirada por el consejo de su madre de «abrir su propio negocio, aunque sea solo un puesto de cacahuetes», Bishop comenzó a realizar experimentos en su tiempo libre. En la década de 1930, desarrolló un corrector de espinillas y pañuelos mentolados que nunca llegaron a salir al mercado. Con el objetivo de atraer a un mercado más amplio, Bishop comenzó a experimentar en su propia pequeña cocina con tintes, aceites y cera fundida. El objetivo era crear un lápiz labial de larga duración que no se secara y no manchara la ropa ni las tazas. La mezcla resultante, formada en un molde, la llamó «Lápiz labial que no mancha». 
En 1948, Bishop y Alfred Berg fundaron Hazel Bishop Inc. para fabricar estos lápices labiales. El lápiz labial debutó en el Barnard College Club de Nueva York en 1949 y en las tiendas en 1950. La marca se dio a conocer a principios de 1950 en Lord & Taylor, donde se vendieron por un dólar cada uno. El producto resultó ser un éxito, agotándose en su primer día de lanzamiento. Bishop y Berg se dirigieron a Raymond Spector, un anunciante, para que les ayudara a comercializar el lápiz labial a los consumidores, dándole a Spector acciones de la empresa en lugar de un presupuesto específico. 
En 1951, Bishop se convirtió en la primera mujer en aparecer en la portada de Business Week.
El uso innovador de los bromo-ácidos por parte de Bishop pondría en marcha lo que se conocería como las «guerras de los pintalabios», con competidores como Revlon haciendo sus propias versiones de la fórmula de Bishop para competir por el dominio del mercado de los cosméticos. La llegada del lápiz labial que «no mancha» seriá un éxito para Bishop, ya que su línea debut acabaría controlando el 25% del mercado del lápiz labial en Estados Unidos.
En cuatro años, las ventas se elevaron a $10 millones.
Bishop perdió el control de la compañía en 1954 en una pelea por poder con los accionistas mayoritarios, encabezado por Spector. El caso se resolvió el 17 de febrero de 1954, con la compañía, de la que Spector era presidente y poseedor del 92% de las acciones, comprando el 8% de las acciones de la compañía de Bishop, con la estipulación de que ella se abstuviera de vender productos bajo su propio nombre y de que dejara en claro en futuros emprendimientos que ella ya no estaba asociada con Hazel Bishop, Inc. Después de dejar la empresa, se convirtió en asesora de la Asociación Nacional de Fabricantes de Guantes de Cuero y desarrolló el Leather Lav, un limpiador de guantes de cuero. Luego fundó HB Laboratories, Inc. para producir productos de cuero adicionales. 
Desarrolló también un producto para el cuidado de los pies, comercializado por H. G. B. Products Corporation, y, en 1957, creó un perfume sólido llamado Perfemme.
En 1962, se convirtió en una agente de bolsa y analista financiera, y fue experta en productos cosméticos, primero con Bache and Co. (1962-68), luego para Hornblower & Weeks-Hemphill Noyes en 1967, y finalmente para Evans & Co. (1968-1981).
Fue una oradora muy solicitada en las reuniones técnicas anuales de una variedad de grupos de la industria cosmética, incluyendo la Society of Cosmetic Chemists, la Columbus Section of the American Chemical Society, la Fragrance Foundation, y la American Society of Perfumers Annual Symposium.
En 1978, Bishop se convirtió en profesora del Fashion Institute of Technology en la ciudad de Nueva York, y en 1980 fue nombrada para la cátedra Revlon de Marketing de Cosméticos. Ayudó a desarrollar un plan de estudios cuyo enfoque incluía los principios de mercadotecnia y comercialización, publicidad, promoción y conceptos de campañas publicitarias, y conocimiento del producto. Dejó de enseñar en 1986, aunque siguió participando en el Fashion Institute como consultora.
Estuvo involucrada en una plétora de organizaciones profesionales; fue ampliamente reconocida por sus avances en la ciencia por el Instituto Americano de Químicos y fue una participante activa en la American Chemical Society y en la Society of Women Engineers. Publicó en una variedad de revistas científicas y fue reconocida como pionera en la ciencia y la economía después de su muerte.

## Muerte
Falleció el 5 de diciembre de 1998 en Osborn Home en Rye, Nueva York, a la edad de 92 años.